# Esqui cross-country nos Jogos Olímpicos de Inverno de 2014 - Velocidade por equipes masculino
A prova de velocidade por equipes do esqui cross-country nos Jogos Olímpicos de Inverno de 2014 ocorreu no dia 19 de fevereiro no Centro de Esqui Cross-Country e Biatlo Laura, na Clareira Vermelha em Sóchi.
A equipe da Rússia que conquistou a medalha de prata foi desclassificada em 9 de novembro de 2017 após Maxim Vylegzhanin ser flagrado no antidoping. Nikita Kriukov também foi punido em 22 de dezembro de 2017. No entanto o Tribunal Arbitral do Esporte anulou essa decisão em 1 de fevereiro de 2018 e retornou a medalha aos atletas russos.

## Medalhistas
| Ouro   | FIN Iivo Niskanen / Sami Jauhojärvi    |
| Prata  | RUS Maxim Vylegzhanin / Nikita Kriukov |
| Bronze | SWE Emil Jönsson / Teodor Peterson     |

## Resultados

### Semifinais
| Pos. | Bateria | Bib | País                                               | Tempo    | Notas |
| ---- | ------- | --- | -------------------------------------------------- | -------- | ----- |
| 1    | 1       | 2   | GER Alemanha Hannes Dotzler Tim Tscharnke          | 23:36.23 | Q     |
| 2    | 1       | 6   | CZE República Checa Martin Jakš Aleš Razým         | 23:39.06 | Q     |
| 3    | 1       | 5   | SUI Suíça Dario Cologna Gianluca Cologna           | 23:42.31 | LL    |
| 4    | 1       | 1   | NOR Noruega Ola Vigen Hattestad Petter Northug     | 23:43.63 | LL    |
| 5    | 1       | 3   | ITA Itália Federico Pellegrino Dietmar Nöckeler    | 23:58.12 |       |
| 6    | 1       | 4   | CAN Canadá Devon Kershaw Alex Harvey               | 24:20.37 |       |
| 7    | 1       | 9   | EST Estônia Peeter Kümmel Raido Ränkel             | 24:26.49 |       |
| 8    | 1       | 7   | AUT Áustria Harald Wurm Max Hauke                  | 25:01.23 |       |
| 9    | 1       | 10  | ROU Romênia Daniel Pripici Paul Constantin Pepene  | 26:06.80 |       |
|      | 1       | 8   | GBR Grã-Bretanha Andrew Young Andrew Musgrave      | DNF      |       |
|      | 1       | 11  | CHN China Sun Qinghai Xu Wenlong                   | DNS      |       |
| 1    | 2       | 16  | FIN Finlândia Iivo Niskanen Sami Jauhojärvi        | 23:26.13 | Q     |
| 2    | 2       | 13  | RUS Rússia Maxim Vylegzhanin Nikita Kriukov        | 23:26.91 | Q     |
| 3    | 2       | 15  | SWE Suécia Emil Jönsson Teodor Peterson            | 23:28.22 | LL    |
| 4    | 2       | 14  | KAZ Cazaquistão Nikolay Chebotko Alexey Poltoranin | 23:28.50 | LL    |
| 5    | 2       | 17  | USA Estados Unidos Simi Hamilton Erik Bjornsen     | 23:29.14 | LL    |
| 6    | 2       | 12  | FRA França Cyril Miranda Jean-Marc Gaillard        | 23:41.79 | LL    |
| 7    | 2       | 19  | JPN Japão Hiroyuki Miyazawa Yuichi Onda            | 23:49.41 |       |
| 8    | 2       | 18  | POL Polônia Maciej Kreczmer Maciej Staręga         | 23:53.09 |       |
| 9    | 2       | 20  | SVK Eslováquia Peter Mlynár Martin Bajčičák        | 24:58.06 |       |
| 10   | 2       | 21  | BUL Bulgária Andrey Gridin Veselin Tsinzov         | 25:11.06 |       |
| 11   | 2       | 23  | UKR Ucrânia Ruslan Perekhoda Oleksii Krasovskyi    | 25:31.13 |       |
| 12   | 2       | 22  | AUS Austrália Phil Bellingham Callum Watson        | 25:54.31 |       |

### Final
| Pos.              | Bib | País                                               | Tempo    | Diferença |
| ----------------- | --- | -------------------------------------------------- | -------- | --------- |
| Medalha de ouro   | 16  | FIN Finlândia Iivo Niskanen Sami Jauhojärvi        | 23:14.89 | —         |
| Medalha de prata  | 13  | RUS Rússia Maxim Vylegzhanin Nikita Kriukov        | 23:15.86 | +0.97     |
| Medalha de bronze | 15  | SWE Suécia Emil Jönsson Teodor Peterson            | 23:30.01 | +15.12    |
| 4                 | 1   | NOR Noruega Ola Vigen Hattestad Petter Northug     | 23:33.55 | +18.66    |
| 5                 | 5   | SUI Suíça Dario Cologna Gianluca Cologna           | 23:35.90 | +21.01    |
| 6                 | 17  | USA Estados Unidos Simi Hamilton Erik Bjornsen     | 23:49.95 | +35.06    |
| 7                 | 2   | GER Alemanha Hannes Dotzler Tim Tscharnke          | 23:57.02 | +42.13    |
| 8                 | 14  | KAZ Cazaquistão Nikolay Chebotko Alexey Poltoranin | 24:01.38 | +46.49    |
| 9                 | 6   | CZE República Checa Martin Jakš Aleš Razým         | 24:01.83 | +46.94    |
| 10                | 12  | FRA França Cyril Miranda Jean-Marc Gaillard        | DNS      | —         |

Legenda
| Recorde mundial      | Recorde mundial (World record)               |                       | Recorde africano                      | Recorde africano (African) |                                           | Q | Classificado por posição (Qualified) |
| Recorde olímpico     | Recorde olímpico (Olympic record)            | Recorde da América    | Recorde da América (Americas)         | q                          | Classificado por melhor tempo (Qualified) |   |                                      |
| Melhor marca do ano  | Melhor marca do ano (World leading)          | Recorde asiático      | Recorde asiático (Asian)              | DNS                        | Não largou (Did not start)                |   |                                      |
| Recorde nacional     | Recorde nacional (National record)           | Recorde europeu       | Recorde europeu (European)            | DNF                        | Não terminou (Did not finish)             |   |                                      |
| Recorde pessoal      | Recorde pessoal do atleta (Personal best)    | Recorde da Oceania    | Recorde da Oceania (Oceania)          | DSQ / DQ                   | Desclassificado (Disqualified)            |   |                                      |
| Recorde da temporada | Recorde da temporada do atleta (Season best) | Recorde sul-americano | Recorde sul-americano (South America) | NM                         | Sem marca (No mark)                       |   |                                      |